# Jessica Pegula
Jessica Pegula, född 24 februari 1994 i Buffalo, New York, är en amerikansk högerhänt professionell tennisspelare. Som bäst har hon varit rankad 3:a i världen.
Hon är dotter till Terry Pegula.

## Tenniskarriären
Den 16 september 2018 spelade i Pegula sin första WTA-final i singel. I Tournoi de Québec mötte hon Pauline Parmentier från Frankrike och förlorade i två set. Sin första WTA-titel i singel tog Pegula i Washington Open 2019 där hon besegrade Camila Giorgi från Italien i två set i finalen. Följande år nådde hon sin tredje WTA-final i singel i Auckland där hon förlorade i två set mot Serena Williams i finalen av ASB Classic 2020.
Vid Australiska öppna 2021 nådde Pegula sin första kvartsfinal i en Grand Slam-turnering. Hon förlorade i tre set mot Jennifer Brady. Pegula deltog i olympiska sommarspelen 2020 i Tokyo som gick av stapeln först år 2021.
Sin andra WTA-titel i singel vann Pegula 2022 i Guadalajara där hon besegrade Maria Sakkari från Grekland i två set. Den tredje WTA-titeln i singel vann hon i Montréal år 2023 mot Ljudmila Samsonova från Ryssland som hon besegrade i två set.